# El Clascar (Bertí)
El Clascar, també conegut com el castell de Bertí, és una edificació en estat ruïnós del terme municipal de Sant Quirze Safaja, a la comarca catalana del Moianès. Pertany a l'antic poble rural de Bertí. Està situada a la part alta dels Cingles de Bertí, molt a prop i a migdia de l'església de Sant Pere de Bertí, a la parròquia de la qual pertangué. És a l'extrem oriental del terme de Sant Quirze Safaja. Al seu sud-oest hi havia hagut la masia de Can Saloma. S'hi accedeix per un antic camí rural, actualment corriol, que des de Sant Pere de Bertí s'adreça cap al sud, i en uns 650 metres mena al Clascar. En vehicle, la pista que hi permet l'accés surt del mateix lloc, però fa la volta més a l'est. El 1949 va ser catalogat com a Bé Cultural d'Interès Nacional, ja que el seu origen està relacionat amb un castell medieval.

## Etimologia
Joan Coromines establí que Clascar prové de Castellar, de manera similar a castlà, forma medieval per a un concepte semblant (el castellà, o cavaller que ostenta la possessió d'un castell).

## Descripció

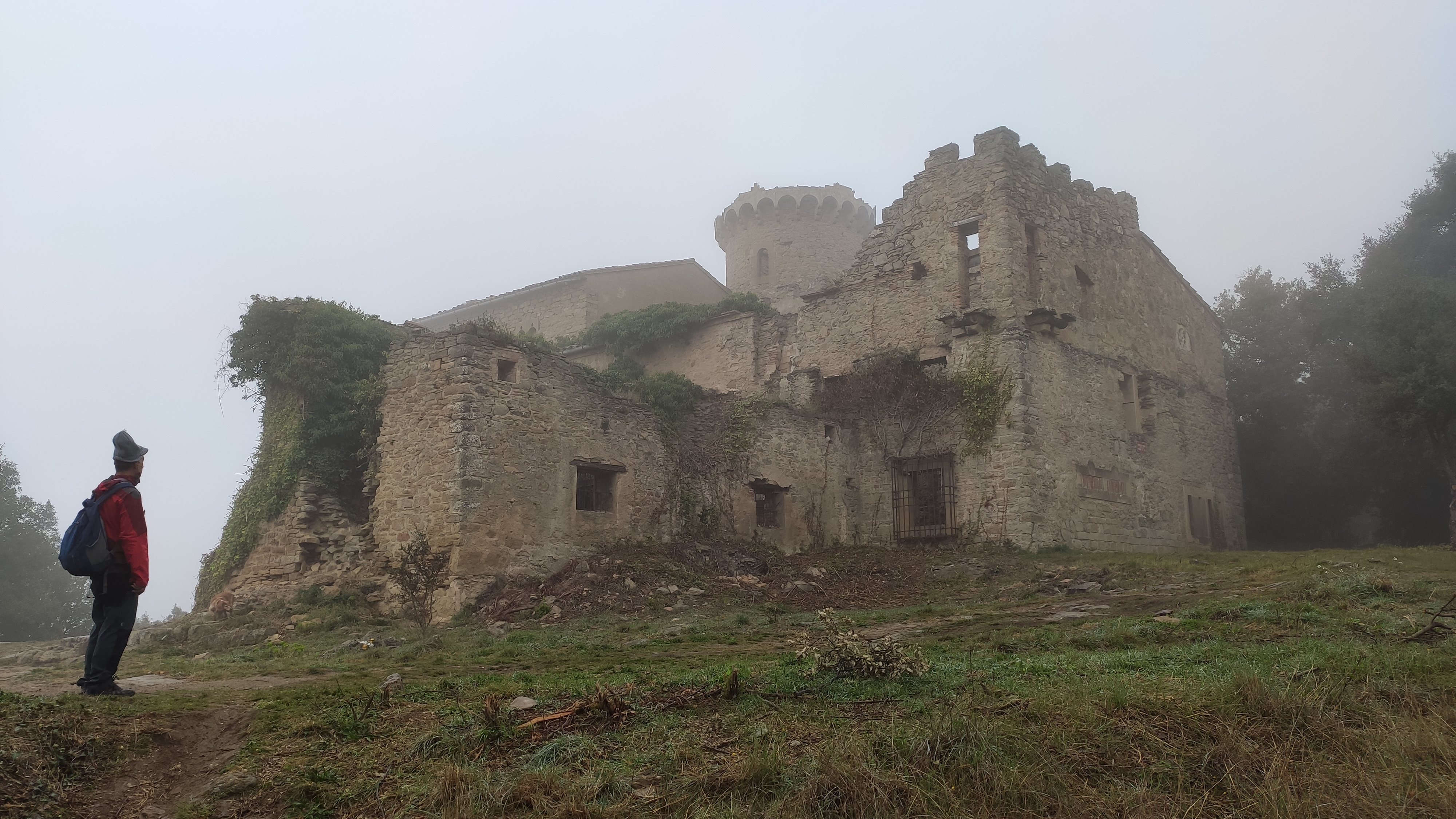
El Clascar de Bertí

És una masia que va ser restaurada i ampliada amb una gran torre rodona a inicis del segle xx. L'edifici actual és fruit de la reforma que es va realitzar a principis de segle XX a l'antiga masia. D'aquesta encara en podem veure l'estructura formada per tres crugies paral·leles, planta baixa, pis i coberta a dues vessants. S'hi van afegir tres cossos laterals, el de la dreta sobresurt més i a la banda de darrere té una torre de planta circular. Hi ha alguns elements gòtics (finestres, impostes d'arc, etc.) i d'altres que imiten la tipologia romànica i la gòtica, així com elements arabitzants. El cos de la dreta està coronat per merlets. Actualment es troba en estat ruïnós i molts elements han estat robats.

## Història
És una casa forta documentada el 1298. S'ha identificat el Clascar com el castell del Bertí, del qual se'n conserven notícies documentals des de l'any 978. en un document del 1370 apareix Guillem Clascar sota el domini de la família Centelles. L'any 1615 se l'anomena "domus" i havia passat als senyors de Bell-lloc. A principis del segle xx es va reformar l'antiga masia i es va convertir en un fantasiós castell on es barregen elements gòtics autèntics i imitacions. Havia existit el projecte de convertir-lo en un hotel, però no es portà a terme. L'obra, iniciada pels últims propietaris, els Almirall, va quedar inacabada. Té una curiosa capella, dedicada al Sant Crist.